# Snijdersberg (plaats)
Snijdersberg (Limburgs: Sniedersberg) is een buurtschap ten noordoosten van Geulle in de gemeente Meerssen in de Nederlandse provincie Limburg. De buurtschap ligt op het plateau ten oosten van de Maasvallei tussen de buurtschappen Hussenberg en Stommeveld en maakt deel uit van Geulle-Boven.

## Geografie
Snijdersberg ligt aan de rand van het Bunderbos op het Centraal Plateau en hier en daar heeft men een uitzicht over de Maasvallei en het Belgische land aan de overzijde.
Bij Snijdersberg ontspringen op de hellingen verschillende beken, waaronder de Zandbeek, Renbeek, Snijdersbeek, Stommebeek, Waalsebeek en de Molenbeek. Aan de voet van de helling in de voormalige buurtschap Hulsen ligt de watermolen Molen van Hulsen of Onderste Molen op de Molenbeek. Vroeger heeft er ook een Bovenste Molen van Hulsen bestaan.

## Wielrennen
Snijdersberg is een bekende naam voor wielertoeristen aangezien het ook de naam is van de weg die Geulle-Beneden verbindt met Geulle-Boven. Deze wordt regelmatig opgenomen in het parcours van de Amstel Gold Race en is ook verscheidene malen gebruikt voor het Nederlands kampioenschap wielrennen.

## Religie
Aan de Kruisboomstraat staat de Mariakapel, een kapelletje uit 1960, dat gewijd is aan Onze-Lieve-Vrouwe van Scherpenheuvel. De kapel is jaarlijks rustplaats in de processie van Geulle. Naast de kapel staat een wegkruis.

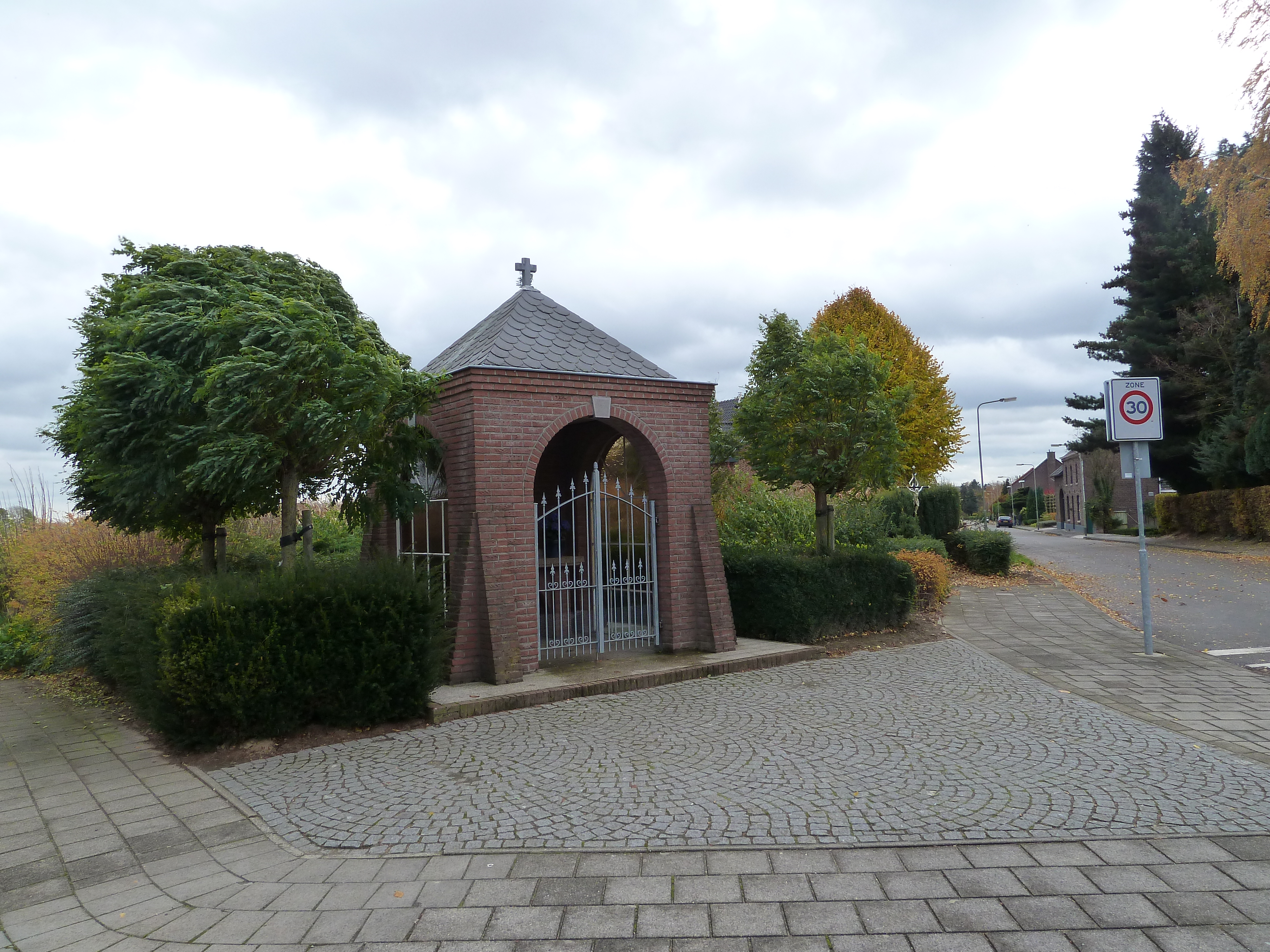
Mariakapel met wegkruis rechts ervan
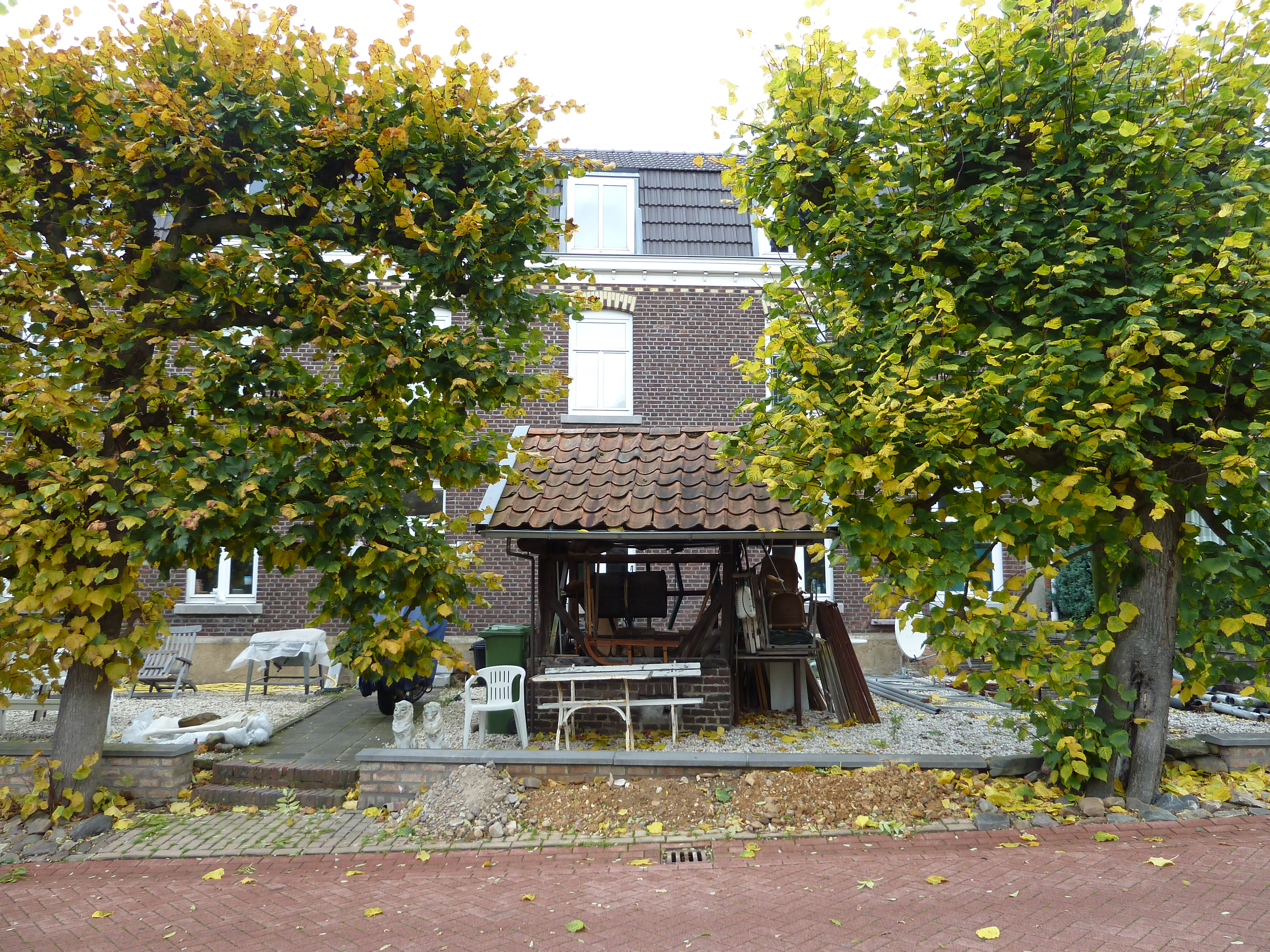
Zwingelput

Dorpen: Bunde · Geulle · Geulle aan de Maas · Meerssen · Moorveld · Rothem · Ulestraten

Buurtschappen en gehuchten: Broekhoven · Brommelen · Genzon · Groot Berghem · Hulsen · Humcoven · Hussenberg · Kasen · Klein Berghem · Oostbroek · Raar · Schietecoven · Snijdersberg · Stommeveld · Vliek · Voulwames · Waterval · Weert · Westbroek

Limburg: Steden en dorpen      Nederland: Provincies · Gemeenten